# Vladimir Propp
Vladimir Propp  (São Petersburgo, 29 de abril de 1895 – São Petersburgo, 22 de agosto de 1970) foi um académico estruturalista russo.

## Biografia
Propp analisou os componentes básicos do enredo dos contos populares russos visando identificar os seus elementos narrativos mais simples e indivisíveis. Foi um dos expoentes da narratologia. Recolheu vários contos tradicionais até chegar a um "corpus" de 100 contos de magia registrados e publicados por Alexander Nikolayevich Afanasyev. Procurou uma estrutura nesse corpus e encontra 31 funções.
Como definiu João Luís Lafetá: “V. Propp demonstrou que os contos populares se constituem sempre em torno de um núcleo simples. O herói sofre um dano ou tem uma carência, e as tentativas de recuperação do dano ou de superação da carência constituem o corpo da narrativa.” 
As 31 funções podem ser agrupadas em 7 esferas de acção, agrupadas por personagens:
- 1ª Esfera - O agressor (o que faz mal)
- 2ª Esfera - O doador - o que dá o objecto mágico ao herói
- 3ª Esfera - O auxiliar - que ajuda o herói no seu percurso
- 4ª Esfera - A Princesa e o Pai (não tem de ser obrigatoriamente o Rei)
- 5ª Esfera - O Mandador - aquele que manda
- 6ª Esfera - O Herói
- 7ª Esfera - O falso herói